# Рюэ, Стеллан
Стеллан Рюэ (дат. Stellan Rye, 4 июля 1880 — 14 ноября 1914) — датский кинорежиссёр, внёсший заметный вклад в развитие раннего немецкого кинематографа.

## Биография
Стеллан Рюэ родился 4 июля 1880 года в Копенгагене в семье кадрового офицера и после окончания школы также предпочел военную карьеру и к 1900 году дослужился до звания лейтенанта. Затем он начинает писать стихи и короткую прозу на материале своего военного опыта. В 1906 году он впервые ставит пьесу в Дагмарском театре в Копенгагене. В 1912 году Рюэ ставит первый фильм «Det Blaa Blod». 
Фильм произвёл хорошее впечатление на Ганса Гейнца Эверса, который пригласил Рюэ в Германию для постановки «Пражский студент» (Der Student von Prag, 1913). В Германии Рюэ начал активную работу в кино и до начала Первой мировой войны успел поставить полтора десятка фильмов, среди которых заслуживают особого внимания «Дочь лесного царя» (Erlkönigs Töchter, 1914) и «Дом без дверей» (Das Haus ohne Tür, 1914).
С началом войны Стеллан Рюэ пошёл добровольцем в немецкую армию и вскоре попал в плен во Франции. Он скончался в лазарете французского лагеря для военнопленных 14 ноября 1914 года.